# Maximilian Huber
Maximilian Huber (* 12. Februar 1833 in Grönenbach; † 12. Mai 1919 in Kalksburg) war ein österreichischer katholischer Theologe, Schriftsteller und Jesuit.

## Leben
Maximilian Huber studierte zunächst Philosophie und Theologie an der Universität Gregoriana in Rom. Im Jahr 1858 empfing er die Priesterweihe, ein Jahr darauf trat er in das österreichische Noviziat der Gesellschaft Jesu ein. Nach Abschluss seiner Ordensausbildung unterrichtete er Theologie in Innsbruck und Klagenfurt, dazu wirkte er an mehreren Orten als Hausoberer, Prediger und Spiritual.
Daneben war Huber als Schriftsteller und Mitarbeiter für diverse Zeitschriften, wie etwa die Linzer Quartalschrift, die Zeitschrift für katholische Theologie oder den Sendboten, tätig.
Besondere Bekanntheit erlangte Huber durch sein bahnbrechendes Werk „Die Nachahmung der Heiligen“, in dem er sich ausführlich mit dem Thema Heiligenverehrung auseinandersetzte und Kritik an der älteren Hagiographie übte.
Er wurde auf dem Kalksburger Friedhof bestattet.

## Werke (Auswahl)
- Die Nachahmung der Heiligen, In: Theologisch-praktische Quartalschrift, 1889–1891;
- Die Pflege der Aszetik von Seiten des Clerus, In. Theologisch-praktische Quartalschrift, 1901–1903;
- Die Nachahmung der Heiligen in Theorie und Praxis, 2 Bände, 2. und 3. Auflage 1916,  französisch von Philippe Mazoyer, 1924, 4. und 5. gekürzte Auflage, herausgegeben von Michael Burgstaller S. J., 1926;